# Gorzeński
Gorzeński (Ostroróg-Gorzeński) – polski herb hrabiowski, odmiana herbu Nałęcz.

## Opis herbu
Na tarczy dzielonej w krzyż w polach I i IV czerwonych nałęczka srebrna, niezwiązana, w polach II i III, złotych orzeł czarny.
Herb posiada dwa hełmy. Klejnot na pierwszym: Murzynka w sukni czerwonej, z nałęczką na głowie, między dwoma rogami jelenimi, trzymająca się tych rogów. Klejnot na drugim: Orzeł czarny.
Labry: Na hełmie prawym czerwone, podbite srebrem, na hełmie lewym czarne, podbite złotem.

## Najwcześniejsze wzmianki
Według Adama Amilkara Kosińskiego nadany w 1410 roku Stanisławowi Ottonowi Ostrorogowi z Gorzenia przez cesarza Zygmunta Luksemburskiego z tytułem hrabiowskim. Tytuł miał potwierdzić w 1518 cesarz Maksymilian Habsburg. Potwierdzenie tytułu w Cesarstwie Austriackim z 1783, w Królestwie Polskim w 1843, w Prusach w 1774 i 1871.

## Herbowni
Gorzeński (Ostroróg-Gorzeński).